# Paul Young (cầu thủ bóng đá Vanuatu)
Paul Young là 1 cầu thủ người Vanuatu và thi đấu ở vị trí hậu vệ.